# Paratropus therondianus
Paratropus therondianus är en skalbaggsart som beskrevs av Kanaar 1997. Paratropus therondianus ingår i släktet Paratropus och familjen stumpbaggar. Inga underarter finns listade i Catalogue of Life.